# Festival Agoraphones
 (juillet 2025).
Motif : Aucune source secondaire dans l'article, une recherche ne renvoie que des sources primaires
- Archive Wikiwix
- Bing
- Cairn
- DuckDuckGo
- E. Universalis
- Gallica
- Google
- G. Books
- G. News
- G. Scholar
- Persée
- Qwant
- (zh) Baidu
- (ru) Yandex
- (wd) trouver des œuvres sur Wikidata

| 1. | Préciser le motif de la pose du bandeau. | Précisez le motif de la pose du bandeau en utilisant la syntaxe suivante : {{admissibilité à vérifier\|date=juillet 2025\|motif=remplacez ce texte par le motif}}                         |
| 2. | Informer les utilisateurs concernés.     | Pensez à avertir le créateur de l'article, par exemple, en insérant le code ci-dessous sur sa page de discussion : {{subst:avertissement admissibilité à vérifier\|Festival Agoraphones}} |

 (juin 2024).
Si vous disposez d'ouvrages ou d'articles de référence ou si vous connaissez des sites web de qualité traitant du thème abordé ici, merci de compléter l'article en donnant les références utiles à sa vérifiabilité et en les liant à la section « Notes et références ».
Le Festival Agoraphones est une manifestation consacrée à la musique électronique qui avait lieu chaque année au mois de juin à Ferques puis à Boulogne-sur-Mer (Pas-de-Calais). L'association Agora, créée en 2001, y présentait sur quelques jours des artistes de ce courant musical (2 Many DJ's Radio Soulwax, Vitalic, Kevin Saunderson…), avec au programme, des mix, des lives, des concerts, et même des siestes électroniques. La dernière édition du festival a eu lieu en 2012.

## Historique

### Années 2000
L'association Agora est créée en 2001. Elle se donne pour but de revaloriser le courant musical dit « électronique », par le biais de soirées et de manifestations légales organisées en concertation avec les autorités. Lors de ces soirées, la prévention sur les conduites addictives est mise en avant et des invités de la scène électro prennent places derrière les platines.
La première soirée de ce type a lieu au parc espace vert d'Elinghen à Ferques, lors de la Fête de la musique 2002. 5 500 personnes viennent voir et écouter les représentants locaux de la techno (Frank Biazzi/Zzino/...). Les organisateurs récidivent en 2003, accueillant cette année-là plus de 8 000 personnes, avec comme invités des artistes tels que Pierre du Fuse, Trish Van Eynde, Simanka, etc. Lors de l'édition suivante, les têtes d'affiches viennent d'outre atlantique. Sont présents : Lipitone (clavier de Laurent Garnier), Psychogene (Fuse/Be), James Pennington/Suburban Knight d'Underground Resistance (Détroit). L'événement attire 15 000 spectateurs. Le succès est croissant, avec 18 000 spectateurs l'année suivante, avec la venue d'Alexander Kowalski, Agoria, The Youngsters, etc.
En 2006, l'association Agora revendique le statut de festival et propose désormais quatre jours consacrés à la musique électronique, avec une soirée thématique de conférence/débat, une après-midi « sieste électronique », une soirée before en club autour de l'événement principal à Ferques. Plusieurs grands noms font le déplacement, tels Kevin Saunderson, Danton Eeprom, The Youngsters VS Scan X, Nathan Fake, John Lord Fonda… Le festival totalise 22 000 visiteurs. L'année suivante, l'événement se développe en proposant une quinzaine de groupes et d'artistes sur les quatre jours. L'affiche réunit entre autres 2manydjs, Vitalic, Goose, Teenage Bad Girl, Jennifer Cardini, Pig & Dan, Apparat, Paul Kalkbrenner, Alex Kid, Llorca, Fraction, Vincent Oliver, Vadim Vernay, Nadiamori, ainsi que d'autres artistes répartis sur deux scènes.
L'édition 2008 est annulée en raison d'un changement d'opinion à l'issue des élections municipales à Ferques. Le festival quitte la commune l'année suivante pour s'installer à Boulogne-sur-Mer. Ses deux nuits consacrées aux musiques électroniques à partir du 29 août 2009 réunissent Carl Craig, Martin Solveig (live), Minilogue (live), M.A.N.D.Y. Philipp, FreakMaKers, etc.

### Années 2010
En 2010, les Agoraphones ont lieu dans la salle de concert de la Faïencerie de Boulogne-sur-Mer. La programmation musicale réunit des lives et des DJ sets : Booka Shade (live), Freakmarkers (live), APM 001, Gildas, Cous Inc., etc. En 2012, les Agoraphones changent de format et proposent désormais un « parcours électronique » le temps d'une nuit à travers la ville de Boulogne-sur-mer en partenariat avec ses bars et établissements de nuit pour conclure en fin de parcours par la soirée principale qui prend place au Casino de Boulogne-sur-mer où se produisent les DJs Résidents des Agoraphones ainsi que des membres du label de Luciano Cadenza Records avec Cesar Merveille (en) et Alex Picone. Le parcours électronique est reconduit l'année suivante sur le même format avec en DJs invités : Robert Dietz, Michel Cleis, Mettylectro, Miss Gwen & LO.
Après 2013, les Agoraphones sont mises en pause. Les membres de l'association souhaitent prendre un peu de temps pour réaliser leurs projets professionnels, personnels ou musicaux. Des événements continuent à avoir lieu sous l'égide des Agoraphones sans la volonté dans l'immédiat d'organiser à nouveau un festival. 